# A Terceira Xícara de Chá
A Terceira Xícara de Chá: História de um homem que combateu o terror com escolas e livros no Afeganistão e no Paquistão (Título original: Three Cups of Tea: One Man's Mission to Fight Terrorism and Build Nations ... One School at a Time) é um livro escrito por Greg Mortenson e David Oliver Relin, publicado pela editora Penguin Books. O livro ficou por quatro anos na lista dos best-sellers da New York Times.
Terceira Xícara de Chá conta a história de um montanhista, Greg Mortenson, que conhece um vilarejo e se compromete com a redução da pobreza e a educação para as meninas no Paquistão e no Afeganistão. Após o início de seus trabalhos humanitários, Mortenson co-fundou o Instituto da Ásia Central (CAI), um grupo sem fins lucrativos que, a partir de 2010, ajudou a construir mais de 171 escolas. O CAI informou que essas escolas oferecem educação para mais de 64 mil crianças, incluindo 54 mil meninas.
O título do livro foi inspirado por um ditado que Haji Ali compartilhou com Mortenson: "A primeira vez que você compartilha chá com um Balti, você é um estranho. Na segunda vez que você toma o chá, você é um convidado de honra. Na terceira vez, você se torna família..."
Em abril de 2011, surgiram críticas ao livro. O autor Jon Krakauer alegou que uma série de reivindicações de Mortenson no livro são fictícias e acusou-o de gerir mal os fundos do CAI.

## Enredo
Para honrar a memória de sua irmã, em 1993, o montanhista Greg Mortenson tentou escalar K2, a segunda montanha mais alta do mundo , localizada na faixa de Karakoram de Gilgit-Baltistan. Depois de 78 dias na montanha, Mortenson e três outros alpinistas tiveram sua ascensão interrompida pela necessidade resgatar um quinto alpinista. Ao se perder durante sua descida, em vez de chegar em Askole, onde seus carregadores o aguardavam, ele encontrou o vilarejo de Korphe. Greg foi recebido e acolhido pelo chefe dos anciãos de Korphe, Haji Ali. 
Mortenson logo descobriu que a aldeia não tinha escola. Tocado pela brutal pobreza da região, decide dedicar sua vida a estabelecer escolas para meninas em zonas remotas da Ásia Central, principalmente na região paquistanesa e no vizinho Afeganistão.
Teve muitas dificuldades em conseguir o dinheiro e então, Mortenson foi apresentado a Jean Hoerni, um pioneiro do Vale do Silício que doou o dinheiro necessário para construir as escolas.  
De acordo com o livro, Mortenson enfrentou muitos desafios assustadores em sua busca por levantar fundos para a construção de mais de 55 escolas no território Talibã. Alguns desses desafios incluíram ameaças de morte de mulás islâmicos, longos períodos de separação de sua família e sequestros por simpatizantes do Talibã.  

## Autores
Embora Greg Mortenson e David Oliver Relin tenham o mesmo crédito para a criação da Terceira Xícara de Chá, o livro é escrito a partir da perspectiva de Relin como um jornalista entrevistando e observando Mortenson.  Na introdução, Relin admitiu que seu desejo de ver o projeto de Mortenson ter sucesso provavelmente influenciou sua objetividade como repórter.  Mas Relin falou publicamente sobre como Mortenson não deveria ter sido nomeado co-autor, pois viaja muito. Conforme detalhado em um artigo da  New York Times, Relin "sofreu emocionalmente e financeiramente como fatos básicos no livro foram questionados" e mais tarde se suicidou em 15 de novembro de 2012.  

## Crítica, alegações, respostas e ações judiciais

### Críticas
Em 2010, o estudioso e antropólogo do sul asiático, Nosheen Ali, criticou Terceira Xícara de Chá, por construir uma narrativa enganosa de terror em que as realidades do Norte do Paquistão e os mundos da vida muçulmanos são distorcidas por tropos simplistas de ignorância, atraso e extremismo, enquanto as histórias da geopolítica e da violência dos EUA são apagadas. +
Em relação a gestão de Mortenson no Instituto da Ásia Central , Nicholas D. Kristof, disse que Mortenson está "completamente desorganizado" e acrescentou: "Estou profundamente preocupado com o fato de que apenas 41% do dinheiro arrecadado em 2009 foi para construir escolas ". 

### Alegações
Na 17 abril de 2011 em uma transmissão da CBS News " 60 Minutes” , o Jon Krakauer alegou imprecisões nos livros de Mortenson Terceira Xícara de Chá  e sua continuação, Pedras em Escolas: Promovendo a Paz com livros, não bombas, no Afeganistão e no Paquistão, e com irregularidades financeiras na operação do Instituto da Ásia Central. 
"60 minutes" apresentaram as seguintes alegações:
- Os eventos relatados em Terceira Xícara de Chá : Mortenson se perdeu no caminho do K2,parando em Korphe e prometeu construir uma escola, não aconteceu.
- A história relatada em Stones into Schools sobre a captura de Mortenson pelo Talibã não ocorreu. Seus supostos sequestradores afirmam que ele era um convidado, e o Talibã não existia no país naquele momento.
- As escolas que o Instituto da Ásia Central afirmou ter construído, não foram construídas, foram construídas e abandonadas, são usadas para outros fins, como o armazenamento de grãos, ou não foram apoiadas pela CAI depois de serem construídas.
- A quantidade de dinheiro que o Instituto da Ásia Central gastou em publicar os livros de Mortenson e pagar as despesas de viagem de seus passeios de fala, incluindo a contratação de jatos particulares, é excessiva em relação a outras instituições de caridade comparáveis.

### Respostas
Greg Mortenson respondeu às alegações feitas contra ele, através da Bozeman Chronicle: "As informações do meu livro são reais e houve trabalho da CAI em capacitar as comunidades locais para construir e operar escolas que educaram mais de 60 mil alunos". Mortenson explicou ainda: "O tempo sobre os nossos últimos dias no K2 e a viagem em curso para a aldeia Korphe e Skardu é uma versão curta de eventos que aconteceu no outono de 1993 ..." 
A CAI respondeu às alegações de Krakauer ao lançar uma lista abrangente de projetos concluídos ao longo de vários anos e atualmente em andamento. A lista foi lançada em dezembro de 2011.
Em abril de 2012, após um ano de investigação pelo procurador-geral da Montana, Mortenson concordou em pagar US $ 1 milhão para o CAI. O inquérito de Montana determinou que ele havia perdido mais de US $ 6 milhões do dinheiro da organização, embora não fosse encontrada nenhuma criminalidade. 

## Prêmios
- Prêmio Kiriyama
- Time Magazine Asia Book of The Year
- Pacific Northwest Booksellers Association - Nonfiction Award
- Prêmio Montana Honor Book
- Seleção de Vozes Originais da Livraria das Fronteiras
- Finalista do Prêmio do Livro do Festival de Montanha de Banff
- 2007 Nonfiction Runner-Up para o Prêmio Literário da Paz de Dayton
- People Magazine - Critics Choice
- Semana semanal do editor - revisão com estrela
- Mom's Choice Award 2009
- 2009 Itália: Premio Gambrinus "Giuseppe Mazzotti"
- Powell Book's Puddly Award (não ficção), Portland
- 2010 O Prêmio Christopher: "Afirmar os mais altos valores do espírito humano"
- 2010 The Mason Award - Contribuição extraordinária na literatura (George Mason University DC)

## Edições
- 2006, Três Copas de Chá: A Missão de um Homem para Combater o Terrorismo Uma Escola de cada vez . 1ª edição. Viking Press. ISBN  978-0-670-03482-6 . Tampa dura .
- 2007, três copos de chá: a missão de um homem de promover a paz ... uma escola de cada vez . Tantor Media. ISBN  978-1-4001-5251-3 . ( CD audio MP3 ).
- 2007, três copos de chá: a missão de um homem de promover a paz ... uma escola de cada vez . Penguin Books Ltd. ISBN  978-0-14-303825-2 . Paperback .
- 2009, três copos de chá: a viagem de um homem para mudar o mundo ... uma criança de cada vez (livro para jovens adultos). Mortenson, Greg; Relin, David Oliver; assinatura de Amira Mortenson, encaminhada por Jane Goddall. Puffin. ISBN  0-14-241412-3 .
- 2009, Ouça O Vento: A História do Dr. Greg e Três Copas de Chá , (livro infantil). Mortenson, Greg; Roth, Susan - ilustradora. Livros de discagem. ISBN  978-0-8037-3058-8 .